# Sous les pavés la rage
Albums de Ekoué
Nord Sud Est Ouest
(2008)
Sous les Pavés la Rage est une compilation de 36 titres sélectionnés par Ekoué du groupe de rap français La Rumeur.

## Liste des titres

### CD 1
1. La Rumeur - Qui ça étonne encore
2. Casey - La banlieue nord
3. Tandem - Vécu de poissard
4. Fréro feat. Kadaz (La Mixture) - Ma vie dans c'béton
5. Ärsenik - Une saison blanche et sèche
6. Lim - On est tous cramés
7. Mafia K'1 Fry - Guerre
8. La Rafale - Système D
9. Rocé - Je chante la France
10. Flynt - Rien ne nous appartient
11. Nessbeal feat. Nouvelle Donne Music. Jango Jack - La mélodie des briques
12. Kamelancien - Porte-parole du quartier
13. 113 - Le guide du loubard
14. Bakar - Mémoire d'immigrès
15. Seth Gueko - Merci Chirac
16. Mysa - Une époque formidable
17. Kery James - Le combat continu 3

### CD 2
1. La Rumeur - Comme de l'uranium
2. Al - Mon devoir (Inédit)
3. Specio - L'enfer du décor (Inédit)
4. Le Téléphone Arabe - L'instinct profond
5. Despo Rutti - 3 Millions
6. Les Grandes Geules - Sincèrement
7. Baala - Assumer
8. Lunatic et Mala - Hommes de l'ombre
9. Youssoupha - Les apparences nous mentent
10. Haroun feat. Koma et Mokless - Avec tout ce qui se passe
11. Casey feat. B. James et Prodige- Ma Haine
12. 400 Hyènes - Péril jeune
13. B. James - La police assassine
14. Mac Kregor - Les enfants terribles
15. Mac Tyer - Le général
16. Rohff - Regretté
17. Kadaz feat. Fréro (La Mixture) - Le conflit (Inédit)
18. Ekoué - Sous les pavés la rage (Inédit)